# Hochscheid
Hochscheid là một đô thị ở huyện Bernkastel-Wittlich, trong bang Rheinland-Pfalz, Đô thị Hochscheid có diện tích 15,39 km², dân số thời điểm ngày 31 tháng 12 năm 2006 là 250 người.